# Acer sieboldianum
Acer sieboldianum é uma espécie de árvore do gênero Acer, pertencente à família Aceraceae.